# Copa Julio Roca 1963
Copa Julio Roca 1963 - turniej towarzyski o Puchar Julio Roca między reprezentacjami Argentyny i Brazylii rozegrano po raz dziewiąty w 1963 roku.

## Mecze
| 13 kwietnia São Paulo |  | Brazylia | 2 | - | 3 | Argentyna |

| 16 kwietnia Rio de Janeiro |  | Brazylia | 5 | - | 2, po dogrywce (4-1) | Argentyna |

## Końcowa tabela
| M | Reprezentacja | L.m. | Zw. | Rem. | Por. | Bramki | R.br. | Pkt |
| 1 | Brazylia      | 2    | 1   | 0    | 1    | 7:5    | +2    | 2   |
| 2 | Argentyna     | 2    | 1   | 0    | 1    | 5:7    | -2    | 2   |

Triumfatorem turnieju Copa Julio Roca 1963 został zespół Brazylii.